# Julien Abraham
Pour les articles homonymes, voir Abraham.
Julien Abraham (née le 14 mai 1976) est un réalisateur et scénariste français.

## Filmographie
Longs métrages
- 2012 : La Cité rose
- 2019 : Made in China
- 2019 : Mon frère